# Haagse Beemdenbos

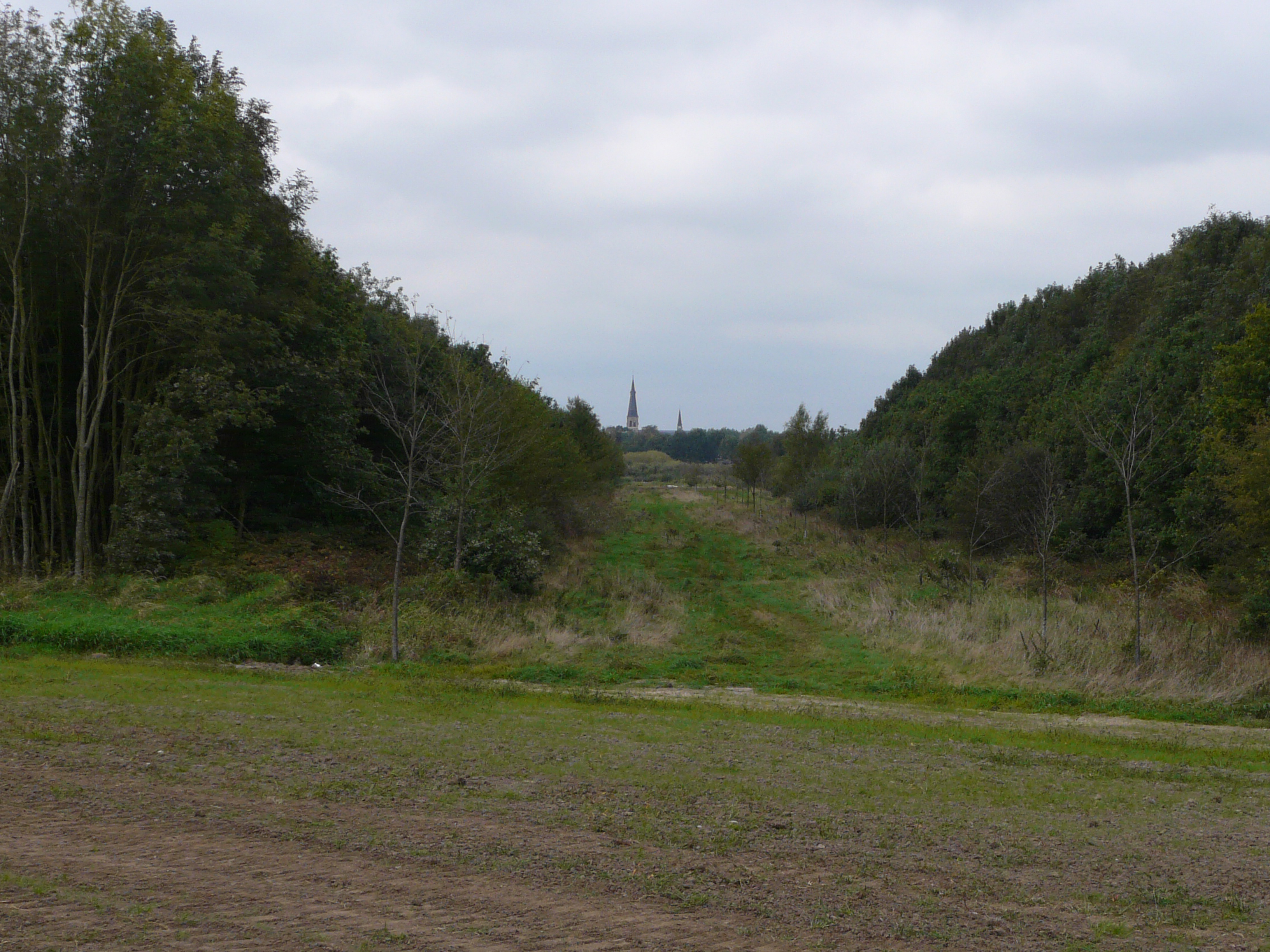
Haagse Beemdenbos

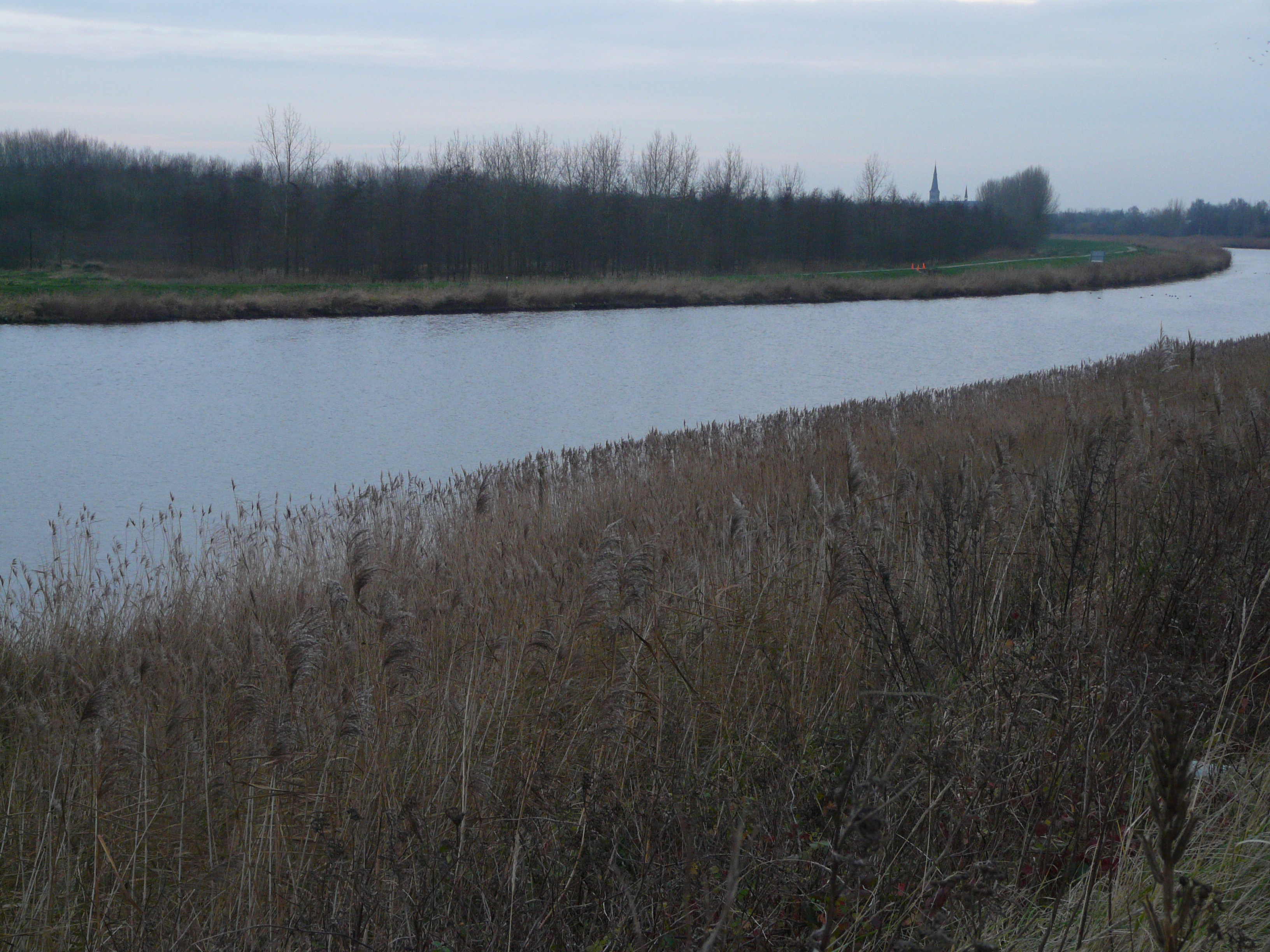
Zicht op het Haagse Beemdenbos en rivier de Mark

Het Haagse Beemdenbos ligt naast de Asterdplas in de wijk de Asterd in Breda Noord. Het meet 84 ha en het grenst aan de rivier de Mark en het dorp Terheijden.
Het wordt beheerd door Staatsbosbeheer. Het ligt in de Vierde Bergboezem.
Het is in het begin van de jaren negentig aangeplant in het kader van een landinrichtingsproject. De bomen zijn daarom ongeveer even oud. De hoogte en de dikte is niet allemaal hetzelfde.
Het is een jong gemengd loofbos, waarvan de essen, beuken en elzen dicht bij elkaar zijn geplant en lang en dun zijn. De populieren staan op grotere afstand van elkaar, maar groeien erg snel en vormen al een echt bos.
Vanaf de Asterdplas gaat de hoge zandbodem over naar veengrond in de graslanden. Eiken en beuken groeien goed op zandgrond terwijl de essen en elzen zich prettiger voelen op natte veengrond.
De structuur van de oorspronkelijke lange graslanden is nog duidelijk te herkennen. Door de variatie aan bos en graslanden is het een ideaal leefgebied voor allerlei diersoorten zoals hazen en reeēn. Daarom mogen er ook geen honden los lopen.
Er worden regelmatig wandelingen georganiseerd door Staatsbosbeheer.